# Spränghäran
Spränghäran är en ö i Åland (Finland). Den ligger i Skärgårdshavet och i kommunen Kökar i landskapet Åland, i den sydvästra delen av landet. Ön ligger omkring 66 kilometer sydöst om Mariehamn och omkring 220 kilometer väster om Helsingfors.
Öns area är 3,1 hektar och dess största längd är 250 meter i sydöst-nordvästlig riktning. Ön höjer sig omkring 10 meter över havsytan.